# 바바라 조 앨런
바바라 조 앨런(Barbara Jo Allen, 1906년 9월 2일 ~ 1974년 9월 14일)는 미국의 배우, 성우, 영화배우이다.
뉴욕에서 태어났으며 샌타바버라에서 사망하였다.

## 영화
- 아더왕 이야기 (1963년)
- 잠자는 숲속의 공주 (1959년) - 포나 목소리 역
- 아퍼짓 섹스 (1956년)
- 프라이오러티스 온 퍼레이드 (1942년)
- 멜로디 랜치 (1940년)
- 브로드웨이 멜로디 오브 1940 (1940년)
- 여자들 (1939년)